# Hamlet (Carolina do Norte)
Hamlet é uma cidade localizada no estado norte-americano de Carolina do Norte, no Condado de Richmond.

## Demografia
Segundo o censo norte-americano de 2000, a sua população era de 6018 habitantes.
Em 2006, foi estimada uma população de 5749, um decréscimo de 269 (-4.5%).

## Geografia
De acordo com o United States Census Bureau tem uma área de
13,3 km², dos quais 13,1 km² cobertos por terra e 0,2 km² cobertos por água. Hamlet localiza-se a aproximadamente 103 m acima do nível do mar.

## Localidades na vizinhança
O diagrama seguinte representa as localidades num raio (geometria) de 24 km ao redor de Hamlet.